# Asturias
Asturias (tiếng Tây Ban Nha: [asˈtuɾjas]; tiếng Asturias: Asturies [asˈtuɾjes]; tiếng Galicia: Asturias), tên chính thức Công quốc Asturias (tiếng Tây Ban Nha: Principado de Asturias; tiếng Asturias: Principáu d'Asturies), là một cộng đồng tự trị trong Vương quốc Tây Ban Nha, tên cũ là Vương quốc Asturias thời Trung cổ. Cộng đồng này nằm ở bờ biển phía bắc của Tây Ban Nha, đối diện biển Cantabria (Mar Cantábrico, tên Tây Ban Nha có nghĩa là vịnh Biscay).
Thành phố quan trọng nhất là tỉnh lỵ Oviedo, thành phố hải cảng và thành phố lớn nhất là Gijón, thành phố công nghiệp Avilés. Các thị xã khác có Mieres, Langreo (với La Felguera và Sama), Pola de Siero, Luarca, Cangas de Onís, Cangas del Narcea, Grado, Lena, Laviana, El Entrego, Villaviciosa, Vegadeo, and Llanes. Xem danh sách các đô thị tại Asturias, Comarca của Asturias.
Asturias về phía đông giáp Cantabria, phía nam giáp Castilla và León, phía tây giáp Galicia (Lugo), còn phía bắc giáp biển Cantabria.